# 全日本貨櫃車祭典
《全日本貨櫃車祭典》，是一款於2008年由日本Spike於Wii上所發行的競速遊戲。

## 玩法
使用Wii遙控器操作貨車，並且可以添加各種零件和塗料來裝飾自己的車輛。
遊戲車輛以日野、五十鈴、三菱貨車為原型的。起初，只能使用4噸的貨車，遊玩至一定程度之後，就可以使用11噸的大型卡車。遊戲間如果與普通汽車發生碰撞,將扣除100元(BP)。
另外包括一個不同於主線的迷你游戲，使用Wii遙控器和雙節棍被用作旗竿來跳YOSAKOI。

## 外部連結
- 官方網站（日文）